# István Péni
István Péni (Budapest, 14 de febrero de 1997) es un deportista húngaro que compite en tiro, en la modalidad de rifle.
Ganó tres medallas en el Campeonato Mundial de Tiro entre los años 2018 y 2023, y ocho medallas en el Campeonato Europeo de Tiro entre los años 2017 y 2025. En los Juegos Europeos de Minsk 2019 consiguió una medalla de bronce en la prueba de rifle en 3 posiciones 50 m.
Participó en tres Juegos Olímpicos de Verano, en los años 2016 y 2024, ocupando el quinto lugar en Tokio 2020, en la prueba rifle 10 m.

## Palmarés internacional
| Campeonato Mundial | Campeonato Mundial       | Campeonato Mundial | Campeonato Mundial       |
| Año                | Lugar                    | Medalla            | Prueba                   |
| ------------------ | ------------------------ | ------------------ | ------------------------ |
| 2018               | Changwon (Corea del Sur) | Medalla de plata   | Rifle 3 posiciones 300 m |
| 2022               | El Cairo (Egipto)        | Medalla de bronce  | Rifle 3 posiciones 300 m |
| 2023               | Bakú (Azerbaiyán)        | Medalla de oro     | Rifle estándar 300 m     |
| Juegos Europeos    |                          |                    |                          |
| Año                | Lugar                    | Medalla            | Prueba                   |
| 2019               | Minsk (Bielorrusia)      | Medalla de bronce  | Rifle 3 posiciones 50 m  |
| Campeonato Europeo |                          |                    |                          |
| Año                | Lugar                    | Medalla            | Prueba                   |
| 2017               | Bakú (Azerbaiyán)        | Medalla de plata   | Rifle 3 posiciones 300 m |
| 2020               | Breslavia (Polonia)      | Medalla de oro     | Rifle 10 m               |
| 2020               | Breslavia (Polonia)      | Medalla de plata   | Rifle 10 m mixto         |
| 2021               | Osijek (Croacia)         | Medalla de oro     | Rifle 10 m               |
| 2022               | Zagreb (Croacia)         | Medalla de oro     | Rifle 3 posiciones 300 m |
| 2024               | Győr (Hungría)           | Medalla de plata   | Rifle 10 m               |
| 2025               | Osijek (Croacia)         | Medalla de plata   | Rifle 10 m solo          |
| 2025               | Châteauroux (Francia)    | Medalla de oro     | Rifle 3 posiciones 50 m  |